# صنایع دستی صادراتی ایران

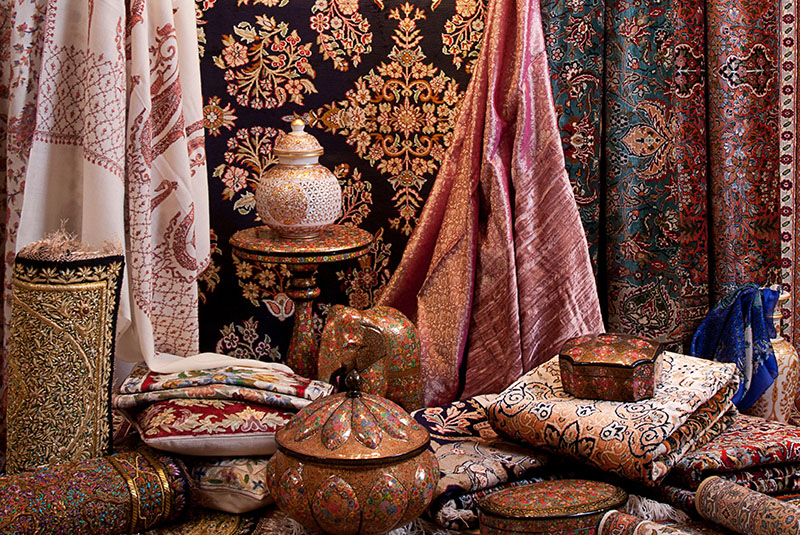
صنایع دستی ایران

## پیشینه صنایع دستی در ایران
کشور ایران با پیشینه کهن و باستانی خود همواره یکی از مظاهر زیبایی و تمدن به‌شمار می‌آید که عوامل بسیاری سبب شکل‌گیری این تمدن بوده‌اند، از جمله این عوامل می‌توان به توجه همیشگی مردمان ایران به صنعت و هنر اشاره کرد. جواهرات و آثار به‌جامانده از ایران باستان مبنی بر این است که توجه به زیبایی و هنر وابسته به طبقه اجتماعی ایرانیان نبوده و همه مردم از طبقه معمولی تا اشراف‌زادگان در تلاش بوده‌اند تا از لباس، ظروف، تزئینات و ابزار زیبا استفاده کنند. ایرانی‌ها دارای ذوق هنری و زیبا پسندی خاصی بوده‌اند که نمونهٔ آن در آثار سفالین شوش، تپهٔ سیلک، تپه حصار و نیر مفرغ‌های لرستان آشکار است. حوضه فعالیت و هنرپردازی ایرانیان هیچ‌گاه محدود نبوده و آنان خود را تنها وابسته به تولید یک اثر نمی‌کردند بلکه صنایع دستی آن دوره با توجه به مواد اولیه موجود شامل: ساخته‌های فلزی، ظروف سفالی، بافته‌های حصیری، تزئینات چوبی و… نیز بوده است.

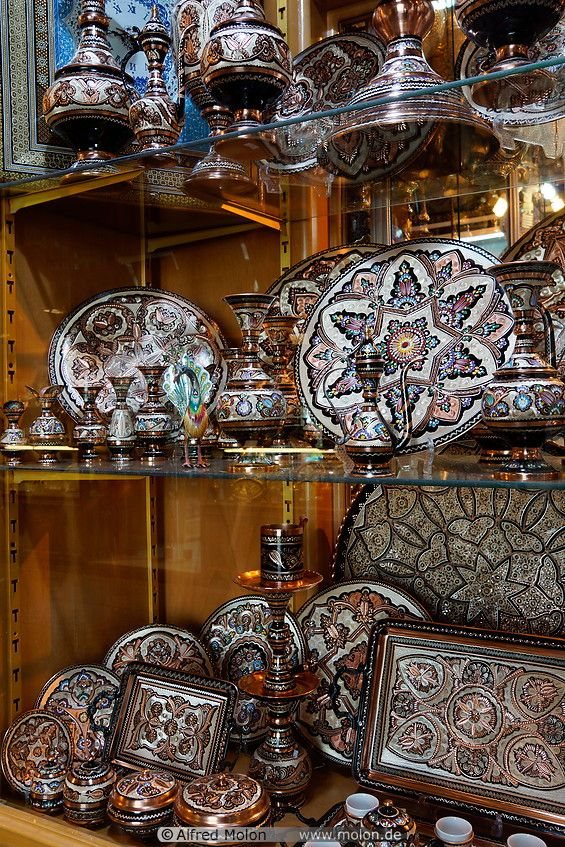
صنایع دستی ایران

## صنایع دستی چیست؟
تعاریف زیاد و متنوعی تا کنون برای صنایع دستی گزارش شده است که می‌توان به‌طور جامع این چنین به تعریف آن پرداخت:
صنایع دستی به بخشی از صنایع گفته می‌شود که پیوند عمیقی با هنر و فرهنگ یک منطقه دارد که تماماً یا قسمتی از مراحل ساخت و پرداخت یک فراورده با دست انجام گرفته و در چهارچوب فرهنگ و بینش‌های فلسفی، ذوق و هنر انسانهای هر منطقه با توجه به میراث‌های قومی آنان ساخته و پرداخته شده و در ساخت آن از مواد اولیهٔ بومی آن منطقه استفاده شده و نحوه ساخت آن ریشه‌ای در تاریخ آن منطقه دارد. لازم است ذکر شود که امروزه توسط گروه هنرهای سنتی فرهنگستان هنر، واژه «هنرهای صناعی» به عنوان مترادفی کامل‌تر برای واژه صنایع دستی در نظر گرفته شده است.

## ویژگی‌های صنایع دستی
- داشتن ریشه بومی و فرهنگی
- عدم نیاز به وجود کارشناس متخصص خارجی برای ارزیابی محصول نهایی
- دارا بودن ارزش افزوده زیاد نسبت به صنایع دیگر
- استفاده از عناصر فرهنگی همچون رنگ، طرح، نقش و …
- عدم نیاز به سرمایه‌گذاری زیاد نسبت به صنایع دیگر و هنر محور بودن کار
- قابلیت توسعه‌پذیری بالا و نامحدود بودن حوزه فعالیت
- قابل عرضه بودن در سطح جهانی به عنوان یک محصول فرهنگی و هنری
- حضور مؤثر و انکار ناپذیر هنر و خلاقیت انسانی در تولید فراورده نهایی

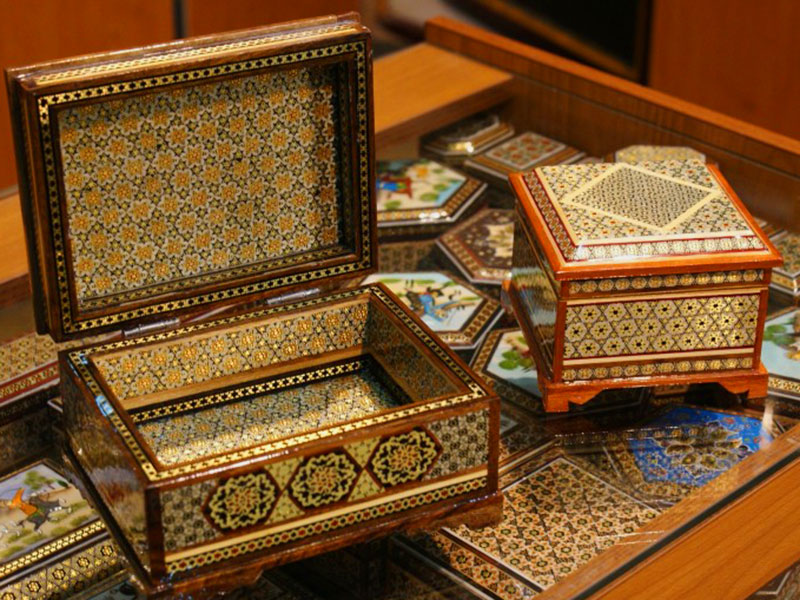
صنایع دستی ایران

## خصوصیات انحصاری صنایع دستی ایران
- ایران متنوع‌ترین محصولات صنایع دستی در جهان را دارد.
- بخش عمده صنایع دستی ایران به وسیله روستاییان و عشایر تولید می‌شود.
- بیش از ۷۰ درصد صنایع دستی تولیدی ایران به وسیله بانوان باذوق و هنرمند این کشور تولید می‌شود که بر این اساس می‌توان گفت بزرگ‌ترین تولیدکنندگان صنایع دستی در ایران بانوان می‌باشند.
- ایران در کنار کشورهای هند و چین بیشترین واردات ارزی را از طریق صنایع دستی دارد.

## طبقه‌بندی صنایع دستی ایرانی
اگرچه طبقه‌بندی‌های گوناگونی از صنایع دستی ایران موجود می‌باشد، اما به نظر، طبقه‌بندی زیر که توسط گروه هنرهای سنتی فرهنگستان هنر انجام پذیرفته‌است مناسب‌تر است:
- - قالی
  - گلیم
  - زیلو
  - گبه
  - جاجیم
  - پلاس
  - پته دوزی
  - بخارا دوزی
  - نقش دوزی
  - سوزن دوزی
  - نوار دوزی
  - ملیله دوزی
  - گلابتون دوزی
  - خوس دوزی
  - زردشتی دوزی
  - چشمه دوزی
  - سکان دوزی
  - قیطان دوزی
  - ده‌یک دوزی
  - پیله دوزی
  - آجیده دوزی
  - منجوق دوزی
  - پولک دوزی
  - سکه دوزی
  - زغره دوزی
  - نقده دوزی
  - تکه دوزی (چهل‌تکه دوزی)
  - دواتگری
  - مشبک کاری
  - زرگری
  - ریخته‌گری
  - زیورسازی
  - آثار فلزی ترکیبی
- مینا سازی
  - مینای مرصع
- آبگینه کاری
  - ساز سازی
  - آروسی سازی
  - منبت کاری
  - درودگری
- هنرهای وابسته به سنگ
  - سنگ‌تراشی
  - فیروزه کوبی
  - نگارگری کتاب و نگارگری مرقعات
  - طراحی قالی و گلیم
  - طراحی قلمی
  - ترسیمات ناخنی
  - گره کشی (طراحی گره)
  - اصطلاحات و واژه‌ها
- حصیربافی
  - بوریابافی
  - چیغ بافی
  - مرواربافی
  - بامبوبافی
- نمد مالی
- پوستین دوزی
- رنگ‌سازی سنتی
  - رنگ‌های حیوانی
  - رنگ‌های گیاهی
  - رنگ‌های معدنی
  - رنگ‌های شیمیایی
  - مرکب سازی (مرکب خوش نویسی و مرکب نگارگری)
- رنگرزی سنتی

## ابعاد اقتصادی صنایع دستی
تنوع بالای فراورده‌های صنایع دستی و پتانسیل بالای این صنعت در کشور ایران سبب شده است که امروزه این صنعت دارای ابعاد اقتصادی فراوان و باارزشی برای کشور ایران باشد. صنایع دستی سبب کارآفرینی زیادی در کشور شده است به طوری که درآمد و هزینه‌های بسیاری از خانواده‌ها از طریق تولید صنایع دستی حاصل می‌شود. صنایع دستی به بخش غیرقابل انکاری از منابع درآمد عشایر و روستاییان تبدیل شده است و بسیاری از بانوان کشور ایران نیز در خانه مشغول به تولید صنایع دستی هستند که به گونه‌ای سبب شده تولید فراورده‌های دستی میان تولیدکنندگان خانگی و کارگاهی تقسیم شود. علاوه بر موارد ذکر شده از نقش صنایع دستی در توسعه صادرات نیز نباید غافل شد جرا که به دلیل وجود ارزش افزوده بالا برای صنایع دستی، این صنعت همواره دارای سود خالص بالایی بوده و یکی از منابع ارزآور کشور محسوب می‌شود که در توسعه اقتصادی کشور نقش ویژه‌ای داشته و همواره مورد توجه کشورهای دیگر بوده و یکی از عوامل جذب کننده گردشگران محسوب می‌شود.

## روابط صنایع دستی و گردشگری
بررسی آمارهای به دست آمده از بازدید توریستهای خارجی و حتی گردشگران داخلی از مراکز تولید صنایع دستی در کشورهایی مانند، هند، چین و مالزی و نیز توجه بر روی آمار فروش آثار گوناگون صنایع دستی به گردشگران، نشانگر آن است که صنایع دستی یا هنرهای صناعی که یکی از عوامل بازتاب فرهنگ و هنر یک کشور محسوب می‌شود، می‌تواند عامل مهمی برای جلب توجه و جذب گردشگران محسوب شود. شکی نیست که افزایش تعداد جهانگردان که با افزایش میزان فروش آثار صنایع دستی همراه است، موجبات افزایش تولید، حفظ اصالت و ویژگی‌ها، افزایش سطح کارآفرینی و درآمدهای جانبی و مهم‌تر از همه توسعهٔ مبادلات فرهنگی و معرفی و شناساندن بهتر و دقیق تر کشورها و هنر و تمدن آنها شده‌است. امروزه تمامی کشورها به تأثیر متقابل صنایع دستی و صنعت گردشگری اعتقاد دارند، چرا که در عمل و تجربه دریافته اند که صنایع دستی یکی از عوامل بسیار مؤثر در جلب گردشگر در تمامی گرایش‌های داخلی، منطقه ای و بین‌المللی است. امروزه تشکیلات صنایع دستی و گردشگری در بسیاری از کشورها در هم ادغام یا در رابطه ای بسیار نزدیک، هماهنگ و پابه پای قرار دارند که این اتفاق یعنی، ادغام سازمان صنایع دستی ایران در سازمان میراث فرهنگی و گردشگری و ایجاد سازمانی یکپارچه به نام «سازمان میراث فرهنگی، صنایع دستی و گردشگری» در جمهوری اسلامی ایران، روی داده‌است.

صنایع دستی ایران

## سخن پایانی
کشور ایران یکی از سه کشور برتر در زمینه تولیدات فراورده‌های دستی محسوب می‌شود که این موضوع سبب شده این کشور هر ساله پذیرای گردشگران داخلی و خارجی بسیاری باشد و بتواند از این طریق اقدام به کارآفرینی، درآمدزایی، و جذب گردشگر کند. ایران با دارا بودن مواد اولیه با کیفیت و تنوع محصولات هنرهای صناعی توانسته ارزآوری بسیاری از این طریق داشته باشد. صنایع دستی ایران یکی از با کیفیت‌ترین صنایع دستی صادراتی در میان سایر کشورها می‌باشند که در میان مردم کشور نیز از اهمیت بالایی برخوردارند و امروزه می‌توان در جای جای این کشور صنایع دستی مختلفی را یافت که نشان از وجود هنر و اصالت در این کشور دارد. استان‌هایی همچون اصفهان، یزد، شیراز و… از استان‌های برجسته در زمینه تولیدات صناعی می‌باشند که هر کدام همواره محصولاتی چشمگیر برای عرضه در خود دارند.